# Mistrzostwa świata w kolarstwie górskim i trialu

Mistrzostwa świata w kolarstwie górskim po raz pierwszy odbyły się w 1990 roku amerykańskim Durango i rozgrywane były w konkurencjach cross-country i downhill dla kobiet i mężczyzn. W kolejnych latach liczba dyscyplin ulegała zmianie. W 2002 roku mistrzostwa te zostały połączone z mistrzostwami świata w trialu i od tej pory rozgrywane są razem, w tym samym czasie, jako mistrzostwa świata w kolarstwie górskim i trialu. W 2003 roku maraton MTB został włączony do programu mistrzostw, jednak od 2004 roku organizowanie są osobne Mistrzostwa Świata w Maratonie MTB. W latach 2001 i 2002 rozgrywano dual slalom, ale konkurencję tę zarzucono już w 2003 roku. Od 1999 roku wprowadzono sztafetę cross-country, w 2002 roku four cross, a w 2012 roku cross-country eliminator. Zwycięzcy poszczególnych dyscyplin zostają uhonorowani „tęczowymi koszulkami”, w których mogą startować do następnych mistrzostw. Zawody są organizowanie zazwyczaj we wrześniu przez UCI i narodowe federacje kolarskie.

## Organizatorzy mistrzostw
| - 1990 – Durango, USA - 1991 – Ciocco, Włochy - 1992 – Bromont, Kanada - 1993 – Métabief, Francja - 1994 – Vail, USA - 1995 – Kirchzarten, Niemcy - 1996 – Cairns, Australia - 1997 – Château-d’Œx, Szwajcaria - 1998 – Mont-Sainte-Anne, Kanada - 1999 – Åre, Szwecja - 2000 – Sierra Nevada, Hiszpania - 2001 – Vail, USA - 2002 – Kaprun, Austria - 2003 – Lugano, Szwajcaria | - 2004 – Les Gets, Francja - 2005 – Livigno, Włochy - 2006 – Rotorua, Nowa Zelandia - 2007 – Fort William, Wielka Brytania - 2008 – Val di Sole, Włochy - 2009 – Canberra, Australia - 2010 – Mont-Sainte-Anne, Kanada - 2011 – Champéry, Szwajcaria - 2012 – Leogang, Austria - 2013 – Pietermaritzburg, RPA - 2014 – Lillehammer, Norwegia - 2015 – Vallnord, Andora - 2016 – Nové Město, Czechy - 2017 – Cairns, Australia | - 2018 – Lenzerheide, Szwajcaria - 2019 – Mont-Sainte-Anne, Kanada - 2020 – Leogang, Austria - 2021 – Val di Sole, Włochy - 2022 – Les Gets, Francja - 2023 – Glasgow, Wielka Brytania - 2024 – Vallnord, Andora - 2025 – Valais, Szwajcaria - 2026 – Val di Sole, Włochy |

## Tabela medalowa
Stan po MŚ 2022
| Miejsce | Państwo           |     |     |    | Razem |
| ------- | ----------------- | --- | --- | -- | ----- |
| 1.      | Francja           | 109 | 113 | 89 | 316   |
| 2.      | Szwajcaria        | 71  | 59  | 57 | 187   |
| 3.      | Hiszpania         | 39  | 27  | 24 | 90    |
| 4.      | Wielka Brytania   | 35  | 45  | 20 | 100   |
| 5.      | Stany Zjednoczone | 25  | 29  | 40 | 84    |
| 6.      | Australia         | 24  | 17  | 29 | 67    |
| 7.      | Kanada            | 16  | 17  | 18 | 51    |
| 8.      | Włochy            | 15  | 13  | 27 | 55    |
| 9.      | Niemcy            | 14  | 30  | 34 | 78    |
| 10.     | Czechy            | 11  | 12  | 13 | 36    |
| 11.     | Nowa Zelandia     | 11  | 6   | 5  | 22    |
| 12.     | Austria           | 10  | 11  | 5  | 25    |
| 13.     | Dania             | 8   | 5   | 6  | 19    |
| 14.     | Szwecja           | 7   | 5   | 4  | 16    |
| 15.     | Holandia          | 6   | 8   | 13 | 27    |
| 16.     | Południowa Afryka | 6   | 6   | 6  | 18    |
| 17.     | Belgia            | 6   | 5   | 17 | 28    |
| 18.     | Polska            | 5   | 14  | 9  | 28    |
| 19.     | Norwegia          | 4   | 8   | 5  | 17    |
| 20.     | Rosja             | 3   | 6   | 2  | 11    |
| 21.     | Słowacja          | 3   | 1   | 5  | 9     |
| 22.     | Słowenia          | 3   | 1   | 2  | 6     |
| 23.     | Chiny             | 2   | 2   | 1  | 5     |
| 24.     | Ukraina           | 1   | 2   | 3  | 6     |
| 25.     | Kolumbia          | 1   | 2   | 2  | 5     |
| 26.     | Japonia           | 1   | 1   | 0  | 2     |
| 27.     | Irlandia          | 1   | 0   | 1  | 2     |
| 27.     | Chile             | 1   | 0   | 1  | 2     |
| 29.     | Rumunia           | 1   | 0   | 0  | 1     |
| 30.     | Finlandia         | 0   | 2   | 1  | 3     |
| 30.     | Węgry             | 0   | 2   | 1  | 3     |
| 32.     | Czechosłowacja    | 0   | 1   | 0  | 1     |
| 32.     | Portugalia        | 0   | 1   | 0  | 1     |
| 32.     | Brazylia          | 0   | 1   | 0  | 1     |
| 35.     | Argentyna         | 0   | 0   | 1  | 1     |
| 35.     | Ekwador           | 0   | 0   | 1  | 1     |
| 35.     | Kostaryka         | 0   | 0   | 1  | 1     |
| 35.     | Bułgaria          | 0   | 0   | 1  | 1     |
| 35.     | Boliwia           | 0   | 0   | 1  | 1     |